# Linas (Vorname)
Linas ist ein männlicher Vorname.

## Herkunft und Bedeutung
→ Hauptartikel: Linus
Linas ist die litauische Form des altgriechischen Namens Λίνος Línos und zudem die litauische Vokabel für Flachs.

## Verbreitung
Der Name Linas ist in Litauen weit verbreitet, findet jedoch außerhalb des Landes kaum Verwendung.

## Bekannte Namensträger
- Linas Balsys (* 1961), Journalist und Politiker
- Linas Balčiūnas (* 1978), Radrennfahrer
- Linas Jonauskas (* 1979), Politiker, Vizeminister
- Linas Karalius (* 1973), Musiker und Politiker
- Linas Tadas Karosas (* 1964), Unternehmer
- Linas Kleiza (* 1985), Basketballspieler
- Linas Klimavičius (* 1989), Fußballspieler
- Linas Antanas Linkevičius (* 1961), Diplomat und Politiker, Außenminister
- Linas Obcarskas (* 1969), Bildungspolitiker, Vizeminister
- Linas Pernavas (* 1976), General-Polizeikommissar
- Linas Pilibaitis (* 1985), Fußballspieler

Zwischenname
- Gintaras Linas Grušas (* 1961), Erzbischof von Vilnius
- Genadijus Linas Vodopjanovas OFM (* 1973), Weihbischof in Telšiai